# Kim Seung-pyo
Kim Seung-pyo (1º ottobre 1965) è uno schermidore sudcoreano, vincitore di una medaglia di bronzo ai campionati mondiali di scherma.